# Linné-Medaille

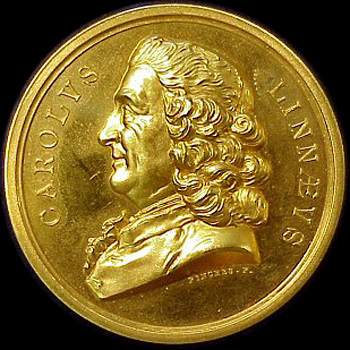
Eine Linné-Medaille

Die Linné-Medaille (Linnean Medal) ist die höchste Auszeichnung der Linnean Society of London. 

## Geschichte
Die Linné-Medaille wird seit 1888, dem 100. Jubiläumsjahr der Gesellschaft, vergeben.
Die Linné-Medaille wurde bis einschließlich 2022 pro Jahr wechselweise an einen Botaniker oder an einen Zoologen vergeben, oder auch an jeweils einen Botaniker und einen Zoologen im gleichen Jahr, was seit 1958 übliche Praxis war. Seit 2023 wird nur noch ein Preis für das gesamte Gebiet der Biologie vergeben.
Bis 1976 war die verliehene Medaille aus Gold. Auf der einen Seite ist ein Porträt von Carl von Linné mit der Aufschrift CAROLUS LINNÆUS abgebildet; auf der anderen Seite der Medaille sind die Aufschrift SOCIETAS LINNÆANA OPTIME MERENTI (früher stand LINNÆENSIS an Stelle von LINNÆANA) sowie das Vergabejahr und der Name des gewürdigten Wissenschaftlers angebracht.

## Träger der Auszeichnung

### 19. Jahrhundert
- 1888: Joseph Dalton Hooker und Richard Owen
- 1889: Alphonse Pyrame de Candolle
- 1890: Thomas Henry Huxley
- 1891: Jean-Baptiste Édouard Bornet
- 1892: Alfred Russel Wallace
- 1893: Daniel Oliver
- 1894: Ernst Haeckel
- 1895: Ferdinand Julius Cohn
- 1896: George James Allman
- 1897: Jacob Georg Agardh
- 1898: George Charles Wallich
- 1899: John Gilbert Baker
- 1900: Alfred Newton

### 20. Jahrhundert
- 1901: George King
- 1902: Albert von Kölliker
- 1903: Mordecai Cubitt Cooke
- 1904: Albert Günther
- 1905: Eduard Strasburger
- 1906: Alfred Merle Norman
- 1907: Melchior Treub
- 1908: Thomas Roscoe Rede Stebbing
- 1909: Frederick Orpen Bower
- 1910: Georg Ossian Sars
- 1911: Hermann Graf zu Solms-Laubach
- 1912: Robert Perkins
- 1913: Adolf Engler
- 1914: Otto Bütschli
- 1915: Joseph Henry Maiden
- 1916: Frank Evers Beddard
- 1917: Henry Brougham Guppy
- 1918: Frederick DuCane Godman
- 1919: Isaac Bayley Balfour
- 1920: Ray Lankester
- 1921: Dukinfield Henry Scott
- 1922: Edward Bagnall Poulton
- 1923: Thomas Frederic Cheeseman
- 1924: William Carmichael McIntosh
- 1925: Francis Wall Oliver
- 1926: Edgar Johnson Allen
- 1927: Otto Stapf
- 1928: Edmund B. Wilson
- 1929: Hugo de Vries
- 1930: James Peter Hill
- 1931: Karl Ritter von Goebel
- 1932: Edwin Stephen Goodrich
- 1933: Robert Chodat
- 1934: Sidney Frederic Harmer
- 1935: David Prain
- 1936: John Stanley Gardiner
- 1937: Frederick Blackman
- 1938: D’Arcy Wentworth Thompson
- 1939: Elmer Drew Merrill
- 1940: Arthur Smith Woodward
- 1941: Arthur George Tansley
- 1942–1945: Verleihung ausgesetzt
- 1946: William Thomas Calman und Frederick Ernest Weiss
- 1947: Maurice Caullery
- 1948: Agnes Arber
- 1949: David Meredith Seares Watson
- 1950: Henry Nicholas Ridley
- 1951: Ole Theodor Jensen Mortensen
- 1952: Isaac Henry Burkill
- 1953: Patrick Alfred Buxton
- 1954: Felix Eugen Fritsch
- 1955: John Graham Kerr
- 1956: William Henry Lang
- 1957: Erik Stensiö
- 1958: Gavin Rylands de Beer und William Bertram Turrill
- 1959: Harold Munro Fox und Carl Johan Fredrik Skottsberg
- 1960: Libbie Henrietta Hyman und Hugh Hamshaw Thomas
- 1961: Edmund Mason und Frederick Stratten Russell
- 1962: Norman Bor und George Gaylord Simpson
- 1963: Sidnie Manton und William Pearsall
- 1964: Richard Eric Holttum und Carl Frederick Abel Pantin
- 1965: John Hutchinson und John Ramsbottom
- 1966: George Stuart Carter und Harry Godwin
- 1967: Charles Sutherland Elton und Charles Edward Hubbard
- 1968: A. Gragan und Tom Harris
- 1969: Irene Manton und Ethelwyn Trewavas
- 1970: Edred John Henry Corner und Errol White
- 1971: Charles Russell Metcalfe und James E. Smith
- 1972: Arthur Roy Clapham und Alfred Romer
- 1973: George Ledyard Stebbins und John Zachary Young
- 1974: Willi Hennig und Josias Braun-Blanquet
- 1975: Alexander Watt und Philip Sheppard
- 1976: William Thomas Stearn
- 1977: Ernst Mayr und Thomas Tutin
- 1978: Olav Hedberg und Thomas Stanley Westoll
- 1979: Robert McNeill Alexander und Paul Westmacott Richards (P. W. Richards)
- 1980: Geoffrey Clough Ainsworth und Roy Crowson
- 1981: Brian Burtt und Cyril Astley Clarke
- 1982: Peter Hadland Davis und Peter Greenwood
- 1983: Cecil Ingold und Michael J. D. White
- 1984: John Hawkes und John Stodart Kennedy
- 1985: Arthur Cain und Jeffrey B. Harborne
- 1986: Arthur John Cronquist und Percy Garnham
- 1987: Geoffrey Fryer und Vernon Heywood
- 1988: John Harley und Richard Southward
- 1989: William D. Hamilton und David Smith
- 1990: Ghillean Tolmie Prance und F. Gwendolen Rees
- 1991: William Chaloner und Robert May
- 1992: Richard Evans Schultes und Stephen Jay Gould
- 1993: Barbara Pickersgill und Lincoln Brower
- 1994: F. E. Round und Alec John Jeffreys
- 1995: S. Max Walters und John Maynard Smith
- 1996: John Heslop-Harrison und Keith Vickerman
- 1997: Enrico Coen und Rosemary Helen Lowe-McConnell
- 1998: Mark Chase und Colin Patterson
- 1999: Philip Tomlinson und Quentin Bone
- 2000: Bernard Verdcourt und Michael Claridge

### 21. Jahrhundert
- 2001: Christopher Humphries und Gareth Nelson
- 2002: Sherwin Carlquist und William Kennedy
- 2003: Pieter Baas und Bryan Campbell Clarke
- 2004: Geoffrey Allen Boxshall und John Dransfield
- 2005: Paula Rudall und Andrew Smith
- 2006: David John Mabberley und Richard Fortey
- 2007: Phil Cribb und Thomas Cavalier-Smith
- 2008: Jeffrey Duckett und Stephen Donovan
- 2009: Peter Ashton und Michael Edwin Akam
- 2010: Dianne Edwards und Derek Yalden
- 2011: Brian Coppins und Charles Godfray
- 2012: Stephen Blackmore und Peter Holland
- 2013: Kingsley Wayne Dixon
- 2014: Niels Peder Kristensen und Walter Lack
- 2015: Engkik Soepadmo, Claus Nielsen und Rosmarie Honegger
- 2016: Sandra Knapp (Botanik), Georgina Mace (Zoologie)
- 2017: Charlie Jarvis (Botanik), David Rollinson (Zoologie)
- 2018: Kamaljit Bawa, Jeremy Holloway, Sophien Kamoun
- 2019: Vicki Funk, Samuel Turvey
- 2020: Ben Sheldon, Juliet Brodie
- 2021: Mary Jane West-Eberhard (Zoologie), Shahina Ghazanfar (Botanik)
- 2022: Rohan Pethiyagoda (Zoologie), Sebsebe Demissew (Botanik)
- 2023: Sandra Diaz
- 2024: Paul Upchurch
- 2025: David Macdonald